# المنتقمون: أقوى أبطال الأرض
المنتقمون: أقوى أبطال الأرض (بالإنجليزية: The Avengers: Earth's Mightiest Heroes)‏ هو مسلسل رسوم متحركة أمريكي من مارفل أنيمايشن، أحداث المسلسل مبنية على أحداث قصص الكومكس المنتقمون من مارفل كومكس وألذي تم توزيعه عن طريق ديزني وتونامي. يظهر في هذا المسلسل أبطال المنتقمون من الرجل الحديدي وهولك وهانك بيم وثور وأيضاً كابتن أمريكا والنمر الأسود وعين الصقر وكارول دينفرس (مس مارفل) و الدبورة، تم البدأ بعرض المسلسل في سبتمبر 2010 وإنتهى عرضه في مايو 2013.

## روابط خارجية
- المنتقمون: أقوى أبطال الأرض على موقع IMDb (الإنجليزية)
- المنتقمون: أقوى أبطال الأرض على موقع ميتاكريتيك (الإنجليزية)
- المنتقمون: أقوى أبطال الأرض على موقع نتفليكس (الإنجليزية)
- المنتقمون: أقوى أبطال الأرض على موقع فيلمافينيتي (الإسبانية)
- المنتقمون: أقوى أبطال الأرض على موقع كينوبويسك (الروسية)
- المنتقمون: أقوى أبطال الأرض على موقع ألو سيني (الفرنسية)
- المنتقمون: أقوى أبطال الأرض على موقع قاعدة بيانات الفيلم (الإنجليزية)